# 山口かなめ
山口 かなめ（やまぐち かなめ、1989年11月6日 - ）は、日本の元女子バレーボール選手である。

## 来歴
兵庫県川西市出身。小学3年次に実姉の影響でバレーボールを始める。四天王寺高校3年次には主将を務め、春高バレーやインターハイなどで活躍した。
2008年、東海大学に進学すると近江あかり、吉村志穂らとともに1年生カルテットとして、春季2部リーグ準優勝  し、同年12月の全日本インカレ準優勝  までチーム躍進の原動力となった。
2011年7月、第26回ユニバーシアード代表に選出された。同年12月、全日本インカレにおいて悲願の優勝を果たし、自らも大会MVPに輝いた。同月、JTマーヴェラスへの入団内定が発表された。
2013年7月、第27回ユニバーシアード代表に選出された。
2014年5月、JTを退団し、NECレッドロケッツに移籍した。NECではスタメンセッターとして活躍、チーム10年ぶりとなる優勝に貢献し、自らもベスト6に選出された。
2016/17シーズン、NEC優勝に貢献し再びベスト6に選出された。2017年5月に開催されたFIVB世界クラブ女子バレーボール選手権2017神戸大会 サロンパスカップでも着実なセットアップを見せベストセッターに輝いた。
2018/19シーズンをもって現役引退。
引退後は会社員としての勤務に加え、バレーボール指導者・解説者として活動する。

## 球歴
- ユニバーシアード代表 - 2011年、2013年

## 所属チーム
- 川西市立久代小学校
- 川西市立川西南中学校
- 四天王寺高校
- 東海大学（2008-2012年）
- JTマーヴェラス（2012-2014年）
- NECレッドロケッツ（2014-2019年）

## 受賞歴
- 2015年 2014/15 Vプレミアリーグ ベスト6
- 2017年
  - 2016/17Vプレミアリーグ ベスト6
  - バレーボール女子世界クラブ選手権 ベストセッター

## 個人成績
Vプレミアリーグレギュラーラウンドにおける個人成績は下記の通り。
| シーズン | 所属 | 出場 | 出場   | アタック | アタック | アタック | アタック | ブロック | ブロック | サーブ | サーブ | サーブ | サーブ | レセプション | レセプション | 総得点 | 備考 |
| -------- | ---- | ---- | ------ | -------- | -------- | -------- | -------- | -------- | -------- | ------ | ------ | ------ | ------ | ------------ | ------------ | ------ | ---- |
| シーズン | 所属 | 試合 | セット | 打数     | 得点     | 決定率   | 効果率   | 決定     | /set     | 打数   | エース | 得点率 | 効果率 | 受数         | 成功率       | 総得点 | 備考 |
| 2011/12  | JT   | 11   | 1      | 0        | 0        | 0.0%     | %        | 0        | 0.00     | 1      | 0      | 0.00%  | 0.0%   | 0            | 0.0%         | 0      |      |
| 2012/13  | JT   | 28   | 110    | 79       | 42       | 53.2%    | %        | 23       | 0.21     | 369    | 8      | 2.17%  | 9.5%   | 2            | 50.0%        | 73     |      |
| 2013/14  | JT   | 28   | 22     | 3        | 1        | 33.3%    | %        | 1        | 0.05     | 38     | 1      | 2.63%  | 11.2%  | 0            | 0.0%         | 3      |      |
| 2014/15  | NEC  | 21   | 61     | 34       | 18       | 52.9%    | %        | 9        | 0.15     | 193    | 7      | 3.63%  | 10.5%  | 0            | 0.0%         | 34     |      |
| 2015/16  | NEC  | 21   | 84     | 47       | 32       | 68.1%    | %        | 23       | 0.27     | 271    | 8      | 2.95%  | 12.9%  | 2            | 0.0%         | 63     |      |
| 2016/17  | NEC  | 21   | 75     | 51       | 28       | 54.9%    | %        | 11       | 0.15     | 296    | 4      | %      | 8.2%   | 2            | 0.0%         | 43     |      |
| 2017/18  | NEC  | 21   | 47     | 8        | 3        | 37.5%    | %        | 2        | 0.04     | 113    | 14     | %      | 19.7%  | 1            | 0.0%         | 19     |      |
| 2018/19  | NEC  |      |        |          |          | %        | %        |          |          |        |        | %      | %      |              | %            |        |      |